# TOKYO HEALTH CLUB
 TOKYO HEALTH CLUB （トーキョー・ヘルス・クラブ）は、2010年に結成された日本のヒップホップグループ。
3MC1DJからなる４人組。

## 概要
略称はTHC（ティー・エイチ・シー）。
メンバー全員が多摩美術大学を卒業した同級生である。
2010年に結成し活動を開始。
2013年5月1st Album「プレイ」を自主レーベルOMAKECLUBから発表しリード曲"TOKYOGAS"が話題となり
3ヶ月で限定500枚が完売となるカルトヒットを記録。
2014年7月 2nd Album「HEALTHY」を自主レーベルOMAKE CLUBから発表。
MUSIC MAGAZINE HIP HOPアルバムコーナーにおいて、最高得点を獲得。
2015年11月マンハッタンレコードから"CITYGIRL2015"の7inchをリリースし即日完売を記録。
2016年自主レーベルOMAKE CLUBからManhattan Records(LEXINGTON)へ移籍。
6月に3rd Album「VIBRATION」をリリース。
9月には渋谷WWWでワンマンライブを行う。
同月にはWEGOとコラボしTHCが企画をした『WE GOOD TOKYO』が始動。
第一弾は"いいね！"を着るをコンセプトにTOKYO CITEEと銘打ったTシャツが発売される。
2017年
3月WEGOと企画コラボ企画WE GOOD TOKYOキャンペーン第二弾を発表。"東京都ート"と銘打ったトートバッグを発売。
同月には10代のヒップ・ホップグループMAGiC BOYZの"3.141592"をプロデュース。
4月 10ヶ月ぶりの新曲"supermarket"がテレビ東京系『モヤモヤさまぁ〜ず 2』エンディングテーマに決定する。
5月 ミニ・アルバム「MICHITONOSOGU」をリリース。
7月16日ageHa (STUDIO COAST)で開催されているRIP SLYME主催のイベント"真夏のWOW"の派生版"真夜中のWOW"に出演。
7月23日 WEGO TOKYO 原宿店にてMAGiC BOYZとインストアイベントを開催。
9月 BEAMS HARAJUKUが表現する東京正装のタブロイドにてモデルとして起用される。

## ディスコグラフィー

### アルバム
1. プレイ（2013年5月29日 OMAKE CLUB）
  1. INTRO
  2. プレイ
  3. 7
  4. TOKYOGAS
  5. 徘徊
  6. キャトルミューティレーション
  7. chicken on the mic
  8. とくになにもなし
  9. フジノヤマイ
  10. ゆ
  11. TIME IS OVER
  12. OUTRO
2. HEALTHY（2014年7月23日 OMAKE CLUB）
  1. -Before-
  2. HEALTHY
  3. スタンドプレイ
  4. I.W.N.B.
  5. ピクニック
  6. TAKAHASHI feat. THC
  7. やればできる～make miracle～
  8. つくる
  9. 生活 feat. 中小企業
  10. おきらくごくらく
  11. Coin Laundry -Dry ver.-
  12. P
  13. CITYGIRL
  14. -After- -
3. VIBRATION（2016年6月8日 LEXINGTON CO., LTD./OMAKE CLUB）
  1. ON -飛んでくLOVE-
  2. Vibration 弱
  3. ASA
  4. 天竺
  5. オシャレ ft.MCpero
  6. 悪魔
  7. 休日はHoliday
  8. MAD-ONNA ft.ZOMBIE-CHANG
  9. Last Summer
  10. ミューージック
  11. OFF -名盤ができた-

### ミニアルバム
1. MICHITONOSOGU（2017年5月17日 LEXINGTON CO., LTD./OMAKE CLUB）
  1. 未知との遭遇
  2. TAXI
  3. 東京Swingin'
  4. Skit -キャトルミューティレーション Part.2-
  5. IT'S ALL RIGHT
  6. supermarket

### 配信限定シングル
| 発売日         | タイトル                              | レーベル             |
| -------------- | ------------------------------------- | -------------------- |
| 2017年4月14日  | supermarket                           | LEXINGTON/OMAKE CLUB |
| 2017年11月24日 | 未知との遭遇                          | LEXINGTON/OMAKE CLUB |
| 2017年12月22日 | TAXI                                  | LEXINGTON/OMAKE CLUB |
| 2018年7月27日  | HなGAL (feat. Kick a Show)            | (自主レーベル)       |
| 2018年10月26日 | GO TO                                 | (自主レーベル)       |
| 2019年9月6日   | SUNNY                                 | (自主レーベル)       |
| 2020年9月4日   | 夢のような feat. おかもとえみ (REMIX) | THC RECORDINGS       |
| 2023年9月16日  | 日々                                  | THC RECORDINGS       |

### デジタルE.P
1. TOKYOGAS E.P. （2013年9月4日 OMAKE CLUB）
  1. TOKYOGAS Original Mix
  2. パセリ
  3. TOKYOGAS NEWDEAL Remix
  4. TOKYOGAS MASAYASU Remix
  5. TOKYOGAS munnrai from ALT Remix
  6. TOKYOGAS YOSA Remix
  7. TOKYOGAS Licaxxx Remix

### アナログ(7inch)
1. CITY GIRL 2015（2015年11月 OMAKE CLUB）
  1. 【SIDE A】CITYGIRL 2015
  2. 【SIDE B】CITYGIRL (Macka-Chin Remix)

1. ASA （2016年4月16日 LEXINGTON CO., LTD./OMAKE CLUB）
  1. 【SIDE A】ASA -ORIGINAL VER-
  2. 【SIDE B】A$A (illicit’s Cooooooold Getting’ Dumb Remix)

1. Last Summer（2016年8月12日 LEXINGTON CO., LTD./OMAKE CLUB）
  1. 【SIDE A】Last Summer (Original Version)
  2. 【SIDE B】Last Summer feat. G.RINA (Sunset Breeze Version) *Produced by DJ HASEBE